# Electric Fence
Electric Fence (v překladu doslova elektrický ohradník; občas zkracováno na eFence) je ladicí software zaměřený na hledání chyb ve správě paměti. Napsal jej Bruce Perens a jeho podstatou je náhrada funkcí správy paměti obsažených v standardní knihovně jazyka C.
Electric Fence se zaměřuje na dvě velmi časté chyby:
- psaní za hranicí pole
- používání dynamicky alokované paměti po jejím uvolnění

V obou případech způsobí Electric Fence při nálezu chyby pád programu, což umožní vyšetřit situaci pomocí debuggeru, například (GNU Debuggeru). Vzhledem k tomu, že se jedná o chyby, které obvykle způsobí poškození paměti, jež se projeví zdánlivě úplně nesmyslnými chybami až někdy jindy, je zastavení běhu procesu v okamžiku, kdy k chybě došlo, velmi užitečným nástrojem. 
Electric Fence je svobodný software licencovaný pod GNU General Public License.